# Emmanuel Burdeau
Pour les articles homonymes, voir Burdeau (homonymie).
 (septembre 2020).
Si vous disposez d'ouvrages ou d'articles de référence ou si vous connaissez des sites web de qualité traitant du thème abordé ici, merci de compléter l'article en donnant les références utiles à sa vérifiabilité et en les liant à la section « Notes et références ».
Emmanuel Burdeau, né le 25 avril 1974 à Rennes, est un critique français de cinéma.

## Parcours
Il est rédacteur aux Cahiers du cinéma à partir de novembre 1995. Avec Thierry Lounas, il crée en 2000 le premier site internet de la revue, qui ferme en 2002. Pensionnaire de la Villa Médicis en 2002-2003, il y travaille sur l'œuvre du cinéaste américain Vincente Minnelli.
Il devient rédacteur en chef des Cahiers du cinéma fin 2003 et, tandis que Jean-Michel Frodon assure la direction de la rédaction, le reste jusqu'en mars 2009, date à laquelle il quitte la revue, à la suite d'une importante crise liée à la vente par le journal Le Monde et au rachat par l'éditeur Phaidon. Stéphane Delorme lui succède au poste de rédacteur en chef.
Il est directeur littéraire des éditions Capricci jusqu'en 2013, où il publie une cinquantaine de titres (James Agee, J. Hoberman, Stan Brakhage, Jean Narboni, Murray Pomerance, Fredric Jameson, Stanley Cavell, Walter Murch, Linda Williams…) et réalise lui-même plusieurs livres d'entretien (avec Werner Herzog, avec Judd Apatow, avec Luc Moullet, avec Monte Hellman, avec Benoît Delépine et Gustave Kervern).
Entre 2009 et 2019, il est membre de la rédaction de Mediapart, où il écrit sur l'actualité des films et des séries. Il collabore à Trafic, Vacarme, Le Magazine littéraire, Marianne et Artpress.
Il est, entre 2010 et 2013, programmateur du Festival international du film de La Roche-sur-Yon.
Il dirige une collection d'essais aux Prairies ordinaires et anime la revue en ligne du Café des Images, Le Café en revue, revue attachée à la salle ouverte en août 2015. Il est résident à la Villa Kujoyama de juillet à décembre 2015, où il mène des recherches sur Fièvre sur Anatahan, film réalisé à Kyoto en 1952 par Josef von Sternberg.

## Publications

### Essais
- La Passion de Tony Soprano, Paris, Capricci, coll. « Actualité critique », 2010, 104 p. (ISBN 978-2918040248)
- Vincente Minnelli, Paris, Capricci, 2011, 352 p. (ISBN 978-2-918040-31-6)
- Comédie américaine, années 2000, Paris, Les Prairies ordinaires, coll. « Cinéma », 2015, 128 p. (ISBN 978-2-35096-105-7)
- Werner Herzog, pas à pas  (en collaboration avec Hervé Aubron), Paris, Capricci, coll. « Première collection », 2017, 200 p. (ISBN 979-10-239-0087-3)
- Gravité : Sur Billy Wilder, Paris, Lux, 2019, 280 p. (ISBN 978-2-89596-288-5)

### Entretiens
- Manuel de survie : Entretien avec Werner Herzog  (en collaboration avec Hervé Aubron), Paris, Capricci, coll. « Première collection », 2008, 112 p. (ISBN 978-2-918040-04-0)
- Notre alpin quotidien : Entretien avec Luc Moullet  (en collaboration avec Jean Narboni), Paris, Capricci, coll. « Première collection », 2009, 144 p. (ISBN 978-2-918040-05-7)
- Comédie, mode d'emploi : Entretien avec Judd Apatow, Paris, Capricci, coll. « Première collection », 2010, 144 p. (ISBN 978-2-918040-13-2)
- Sympathy for the Devil : Entretien avec Monte Hellman, Paris, Capricci, coll. « Première collection », 2011, 192 p. (ISBN 978-2-918040-27-9)
- De Groland au Grand Soir : Entretien avec Benoît Delépine et Gustave Kervern  (en collaboration avec Hervé Aubron), Paris, Capricci, coll. « Première collection », 2012, 224 p. (ISBN 978-2-918040-47-7)
- Alors, la Chine : Entretien avec Wang Bing  (en collaboration avec Eugenio Renzi), Paris, Les Prairies ordinaires, coll. « Cinéma », 2014, 176 p. (ISBN 978-2-35096-087-6)
- À l'œil nu : Entretien avec Paul Verhoeven, Paris, Capricci, coll. « Première collection », 2017, 178 p. (ISBN 979-10-239-0229-7)

### Directions d'ouvrages
- Jacques Rozier : Le funambule, Paris, Cahiers du cinéma/Centre Pompidou, coll. « Auteurs », 2001, 160 p. (ISBN 2-86642-316-X)
- Mécanic cinéma : Technologies, machines, outils, objets divers, Paris, ACOR, 2003, 52 p. (ISBN 978-2-9509871-7-4)
- Tours de rôles : Acteurs et actrices d'un film à l'autre, Paris, ACOR, 2007, 52 p. (ISBN 978-2-9509871-9-8)
- Cinéma 68  (en collaboration avec Antoine de Baecque et Stéphane Bouquet), Paris, Cahiers du cinéma, coll. « Petite Bibliothèque », 2008, 287 p. (ISBN 978-2-86642-528-9)
- The Wire : Reconstitution collective  (en collaboration avec Nicolas Vieillescazes), Paris, Les Prairies ordinaires, 2011, 167 p. (ISBN 978-2-35096-039-5)
- Quentin Tarantino : Un cinéma déchaîné  (en collaboration avec Nicolas Vieillescazes), Paris, Capricci, coll. « Première collection », 2013, 160 p. (ISBN 978-2-918040-47-7)

- Breaking Bad : Série blanche, Paris, Les Prairies ordinaires, coll. « Cinéma », 2014, 166 p. (ISBN 978-2-35096-092-0)